# Lista de condados da Dakota do Norte

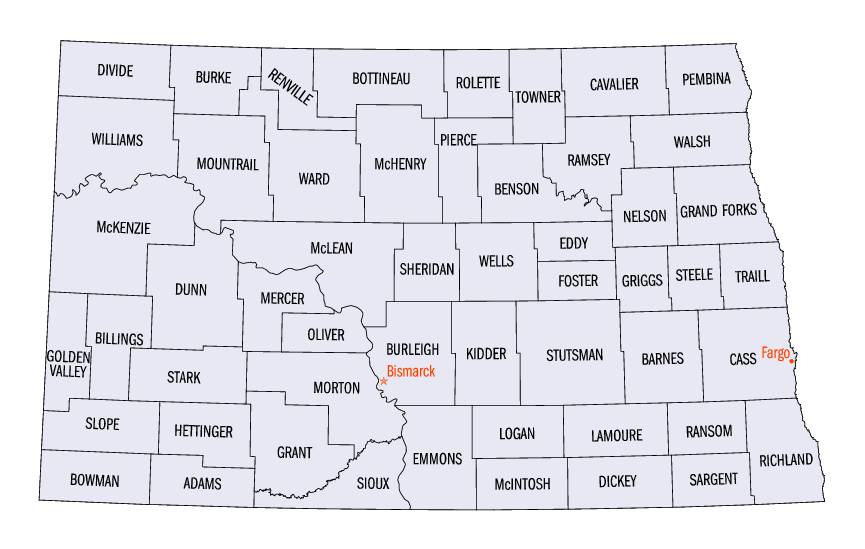
Condados da Dakota do Norte

A seguir, lista dos 53 condados de Dakota do Norte.
| - Adams - Barnes - Benson - Billings - Bottineau - Bowman - Burke - Burleigh - Cass | - Cavalier - Dickey - Divide - Dunn - Eddy - Emmons - Foster - Golden Valley - Grand Forks | - Grant - Griggs - Hettinger - Kidder - La Moure - Logan - McHenry - McIntosh - McKenzie | - McLean - Mercer - Morton - Mountrail - Nelson - Oliver - Pembina - Pierce - Ramsey | - Ransom - Renville - Richland - Rolette - Sargent - Sheridan - Sioux - Slope - Stark | - Steele - Stutsman - Towner - Traill - Walsh - Ward - Wells - Williams |